# Pallacanestro maschile ai XII Giochi del Mediterraneo
Il torneo di pallacanestro maschile ai XII Giochi del Mediterraneo si è svolto nel 1993 nel dipartimento francese Languedoc-Roussillon.
L'Italia vince la medaglia d'oro battendo in finale la Croazia in una finale mozzafiato. Gli azzurri, rappresentati, anche se in versione sperimentale, dalla Nazionale maggiore, fanno la partita della vita contro i croati anch'essi al completo, che schierano fra le loro file campioni come Arijan Komazec e Dino Rađa.

## Classifica finale
| - | Team                 | Formazione |
| - | -------------------- | --- |
|   | Italia               | Italia4 Coldebella, 5 Gentile, 6 Iacopini, 7 Tonut, 8 Bosa, 9 Pittis, 10 Myers, 11 Moretti, 12 Rossini, 13 Cantarello, 14 Carera, 15 Rusconi, All. Ettore Messina                          |
|   | Croazia              | CroaziaAlanović, Arapović, Cvjetićanin, Gregov, Komazec, Kovačić, Mršić, Perasović, Rađa, Tabak, Vranković, Žurić, All. - Mirko Novosel                                                    |
|   | Francia              | FranciaAdams, Allinéi, Bilba, Bonato, Coqueran, Courtinard, Forte, Gadou, Ostrowski, Rigaudeau, Soulé, Vérove, All. -                                                                      |
| 4 | Grecia               | Grecia under 26Asteriadīs, Avdalas, Gkousgkourīs, Chōlopoulos, Līmniatīs, Logothetīs, Mamatziolas, Mpalogiannīs, Mpountourīs, Pournaras, Staurakopoulos, Tampakīs, All. Giōrgos Tsitskarīs |
| 5 | Slovenia             | |
| 6 | Spagna               | |
| 7 | Bosnia ed Erzegovina | |
| 8 | Turchia              | |
| 9 | Algeria              | |